# Seoraksan
Seoraksan (en Hangul; 설악산 ; en Hanja; 雪嶽山) és la muntanya més alta de les muntanyes Taebaek a la Província de Gangwon a Corea del Sud. Es troba al parc nacional del mateix nom, prop de la ciutat de Sokcho. Després del volcà Hallasan a la Illa de Jeju i de Jirisan al sud, Seoraksan és la tercera muntanya més alta de Corea del Sud. El cim anomenat Daechongbong (대청봉), que es pot traduir com a "gran bec blau", té 1.708 metres d'altura i és la més alta d'aquesta muntanya.